# マルティン・ベハイム

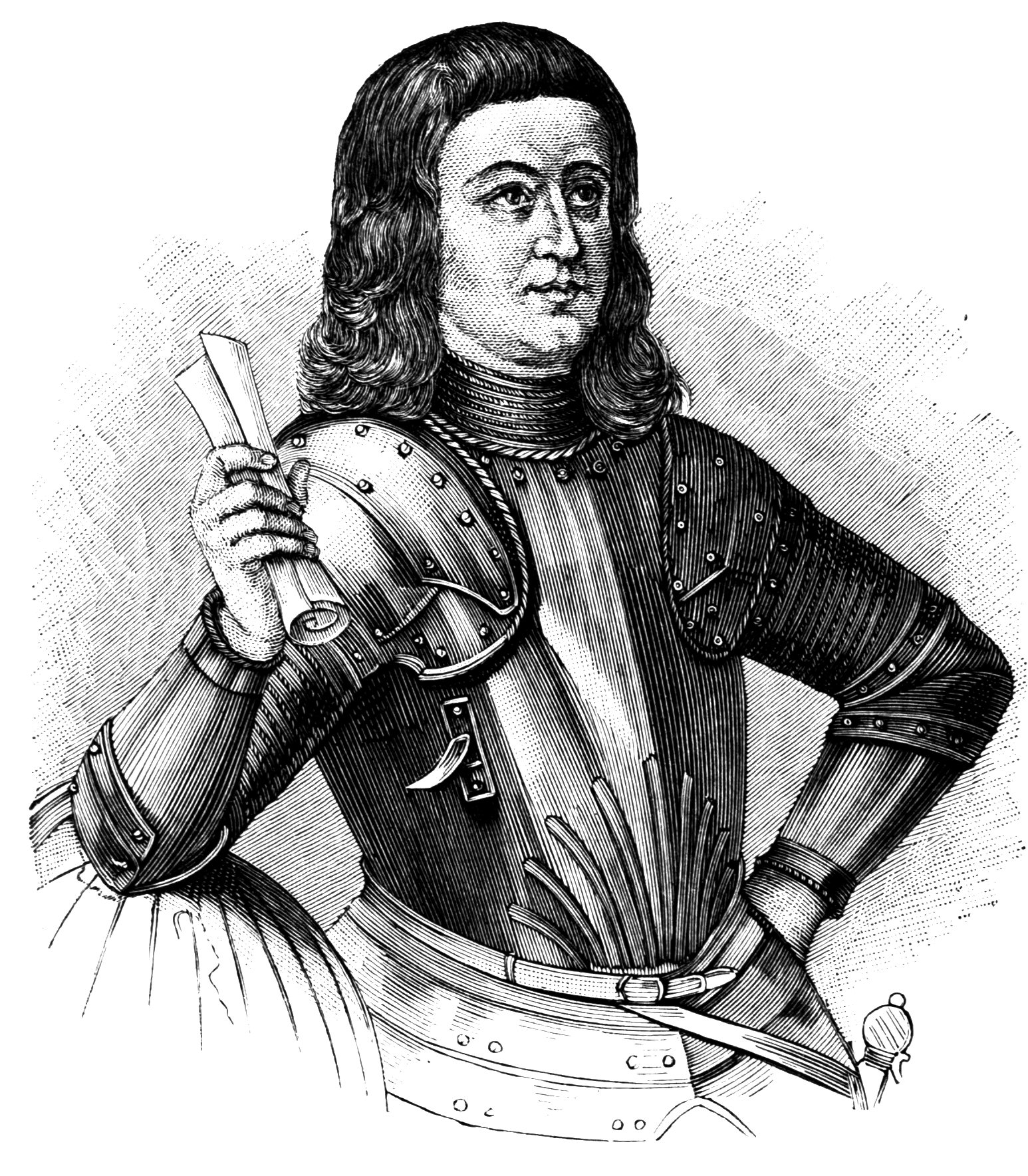
マルティン・ベハイムの版画。Narrative and critical history of America, Volume 2 by Justin Winsor

マルティン・ベハイム（Martin (von) Behaim、1459年10月6日 - 1507年7月29日）は、ポルトガル王に仕えたドイツ人の天地学者、天文学者、地理学者、探検家である。Martinho da Boémia、Martin Bohemus、Martin Behaim von Schwarzbach とも呼ばれ、ラテン語では Martinus de Boemia と呼ばれた。

## 生涯

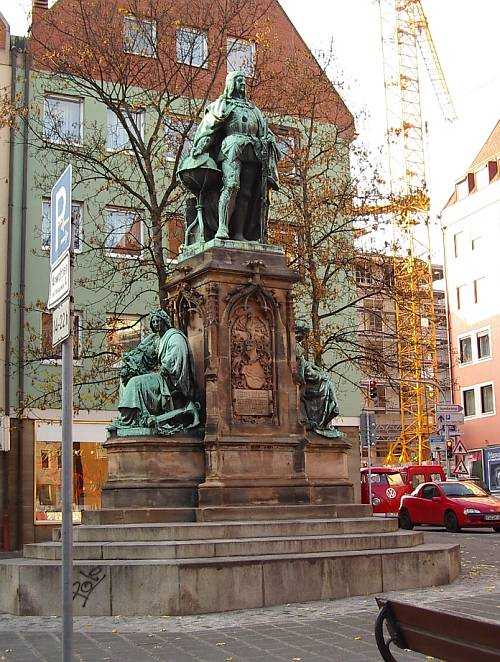
マルティン・ベハイムの記念碑（ニュルンベルク）

ニュルンベルクで商人の7人兄弟の長男として生まれた。ある文献では生年は1436年ごろとされているが、Ghillany 1853 によればボヘミアで遅くとも1459年までに生まれたとされている。父はヴェネツィアでの商売を含む多くの商売をしていて、晩年には上院議員にも選ばれたが（1461年）、1474年に亡くなった（母は1487年7月8日死去）。ベハイムも商人となって1477年にフランドルに向けて旅立ち、メヘレンに落ち着き、衣類商 Jorius van Dorpp の商売を手伝うようになった。同年2人はフランクフルトの市を訪れ、van Dorpp はアントウェルペンで仕入れた衣類をドイツの商人に売った。母はベハイムにメヘレンに戻ってベハイム家の友人である Bartels von Eyb のところで働くよう知らせてきた。しかし、ベハイムは叔父のレオンハルト・ベハイムに、戻らずに商売の腕を磨きたい旨の手紙を送っている（1478年9月18日）。結局、別の商人 Fritz Heberlein（ニュルンベルク出身だがアントウェルペンで商売をしていた）のところで働くようになり、そこで算術と商売を学んだ。1480年、ポルトガルとフランドル間の貿易に惹かれたベハイムはリスボンへと向かい、商売と当時急激に盛り上がりつつあった海外探検に没頭するようになる。そこで航海術、宇宙誌、探検といった知識に惹かれ、ポルトガル王ジョアン2世の宮廷でおそらくクリストファー・コロンブスやフェルディナンド・マゼランといった有名人にも出会ったと見られる。
1476年に亡くなった天文学者レギオモンタヌスの弟子（真偽のほどは不明）として、ベハイムは宇宙誌や地図製作とも繋がりがあり、その結果ジョアン2世からアブラハム・サクート率いる航海術に関する協議会に招待された（1483年）。ヤコブの杖をポルトガルにもたらしたのはベハイムと言われている（フランスのユダヤ人ゲルソニデスが14世紀に発明したとされている）。ただしこれは疑わしく、多くの航法計器はスカンジナビア人、ギリシャ人、ローマ人、アラブ人、中国人が（それぞれ微妙な違いはあるが）数世紀も前から使っていた。ベハイムは精度的に問題のある木の代わりに真鍮を使い、アストロラーベを改良した。また、当時イベリア半島で使われていた航行計算表の改良に寄与したということは大いにありうると見られている。
ベハイムはディオゴ・カンと共に自身2回目の探検航海（1485-86年）を行い、西アフリカの海岸沿いに南下して現在のアンゴラあたりまで到達し、その後アゾレス諸島を経由して帰還した。ベハイムが報告した通りの位置まで本当に到達したのかどうかは不明である。ギニアの海岸あたり、大きく見積もってもベニン湾までではないかという説もある。あるいは、それらの中間点も別の船が先に到達したという説もある。いずれにしてもベハイムの探検はこれが最後であり、リスボンに戻るとジョアン2世に爵位を授かり、様々な役目を与えられるようになった。
1486年に結婚すると、舅の Josse van Huerter が司令官とフランドル人のリーダーを務めていたアゾレス諸島のファイアル島に住むようになった。1490年、家業を切り盛りするためにニュルンベルクに戻り、1491年から1493年までそこに留まり、有名な世界初の地球儀 (Erdapfel) もそこで製作した。1493年にはフランドルとリスボンを経由してファイアル島に戻り、1506年までそこに留まった。1507年7月29日、商用でリスボンを訪れていた最中に亡くなった。

## マゼラン以前
大航海時代には、ポルトガルが様々な海図を買い漁っていることはよく知られており、不正確なものも神話的な怪しげなものも買っていた。したがって、ポルトガル王ジョアン2世と親交のあったマルティン・ベハイムが地図や海図を売っていたことは想像に難くない。中には未知の土地への神秘的経路を描いたものもあったと見られる。このことは、マゼランが西回り航路開拓の探検に出た際の混乱の一因でもある。マゼランの航海に同行したアントニオ・ピガフェッタは、マゼランが部分的な海図を所有しており、陸地が見つかる前からそれを分析していたと記している。ピガフェッタによれば、第2の海図はマゼランの頭の中だけにあり、他人に（特にスペイン人クルーが反乱を起こした際に）水路を見つけられないようにしていた。歴史家は一般に太平洋に抜ける航路の開拓にベハイムの影響があったことを認めていないが、ピガフェッタの日記にはその水路の海図の作者としてベハイムの名が記されていたことは事実である。マゼラン自身の言によれば、かつてマルティン・ベハイムの作成した海図に「南の海」（バルボアがパナマ地峡を横断して発見し、命名した海）に抜ける海峡が描かれているのを見たことがあり、必ず南下していけばその海峡が見つかるとわかっていたという。ピガフェッタは次のように記している。

「しかし、エルナンド（マゼラン）はそれが非常に神秘的な海峡を帆走で抜けられるかという問題だと知っていたし、彼はそれが描かれた地図をポルトガル王室の宝物庫で見たことがあった。その地図はマルティン・ベハイムという優秀な男が作ったものである」

マルティン・ベハイムがマゼラン海峡発見にある種の貢献をしたことは事実かもしれないが、彼は単に別の人間が描いた海図を引き写しただけかもしれない。

## エルトアプフェル

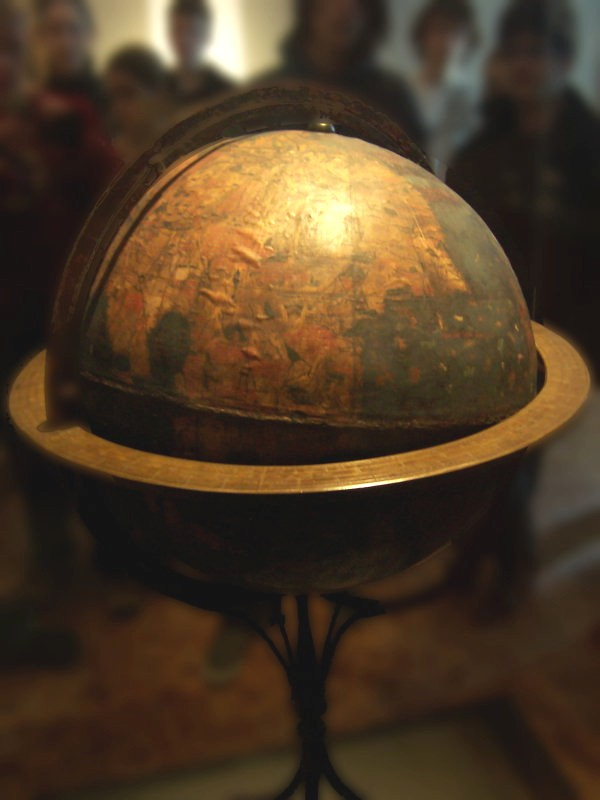
マルティン・ベハイムの地球儀（ニュルンベルク）

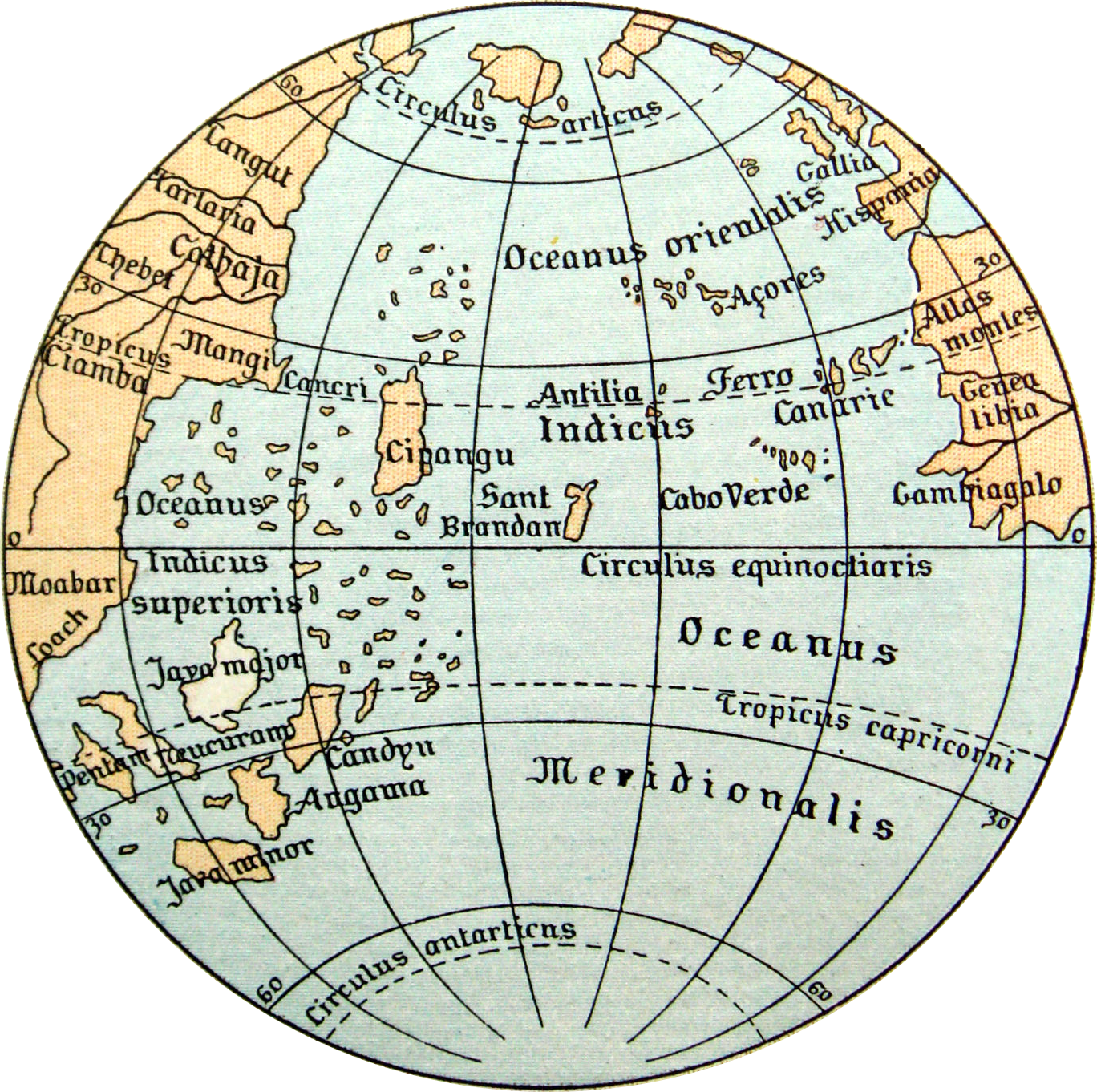
マルティン・ベハイムが想像した大西洋側の詳細

1491年から1493年まで故郷ニュルンベルクに戻っていたとき、画家 Georg Albrecht Glockenthon と共同で地球儀を製作し、エルトアプフェル（Erdapfel、文字通りの意味は「大地のリンゴ」）と名付けた。1475年にローマ教皇シクストゥス4世が思い描いた地球儀に沿ったものだが、子午線と赤道の線を書き加えるという改良がなされている。
つい最近まで Germanisches Nationalmuseum のアルブレヒト・デューラー（ニュルンベルクをドイツ・ルネッサンスの中心地にした立役者）のギャラリーと同じフロアに置かれていた。
アレクサンドリアのクラウディオス・プトレマイオスの影響が見られるが、その後の中世における発見の数々（例えば、マルコ・ポーロの旅行記の情報など）を随所に取り入れようとしている。初の地球儀として有名ではあるものの、当時の発見の数々と比較しても地理的に間違っているところが多い。西アフリカの海岸線も不正確だが、当時の技術力では正確な計算は困難だったと見られる。カーボベルデ諸島は数百マイル横にずれている。大西洋には伝説の島々が浮かんでいるが、これらは孤立した中世キリスト教世界にとって心理的に重要だった。日本は海岸から1500マイルの位置にあり、マルコ・ポーロの記述に合わせてある。そのため、カナリア諸島から帆走で到達できそうな位置になっている。聖ブレンダンの島も描かれているが、（展示されていたとき）この地球儀は西半球が覆われていて見えないようになっていた。全体的に16度ほどの誤差があるが、現代の地球儀では誤差は1度程度である。当時、まだ正確な時計（クロノメーター）がなかったため、特に経度の正確な測定が困難だった（天測航法）。最古の地球儀であるだけでなく、アメリカ大陸の発見直前に作られたという事実からも歴史的に貴重な地球儀になっている。現在この地球儀はウィーンで進行中の Behaim Digital Globe Project にて高解像度でデジタイズされており、非公開となっている。この地球儀はコロンブスの地球観とよく一致しており、彼がなぜ西に向かえばアジアに到達できると考えたかがよくわかる。コロンブスもべハイムもその情報源は同じだった。14世紀の美しい羅針儀海図ほど正確ではないが、科学史上非常に重要である。世界初の地球儀とされており、正しい角度で傾いて回転するようになっており、1492年時点の西洋の世界観を示す百科事典的な意味を持っている。
この地球儀はニュルンベルクの市役所にあったが、ベハイムの遺族がそれを廃棄の運命から救って保管した。2023年にエルトアプフェルは世界の記憶に登録された。